# Wincheringen
Wincheringen település Németországban, Rajna-vidék-Pfalz tartományban. Lakosainak száma 2580 fő (2023. december 31.).

## Népesség
A település népességének változása:
| Lakosok száma | 1467 | 2170 | 2209 | 2432 | 2529 | 2580 |
|               | 1975 | 2017 | 2019 | 2021 | 2022 | 2023 |